# John Dunlap

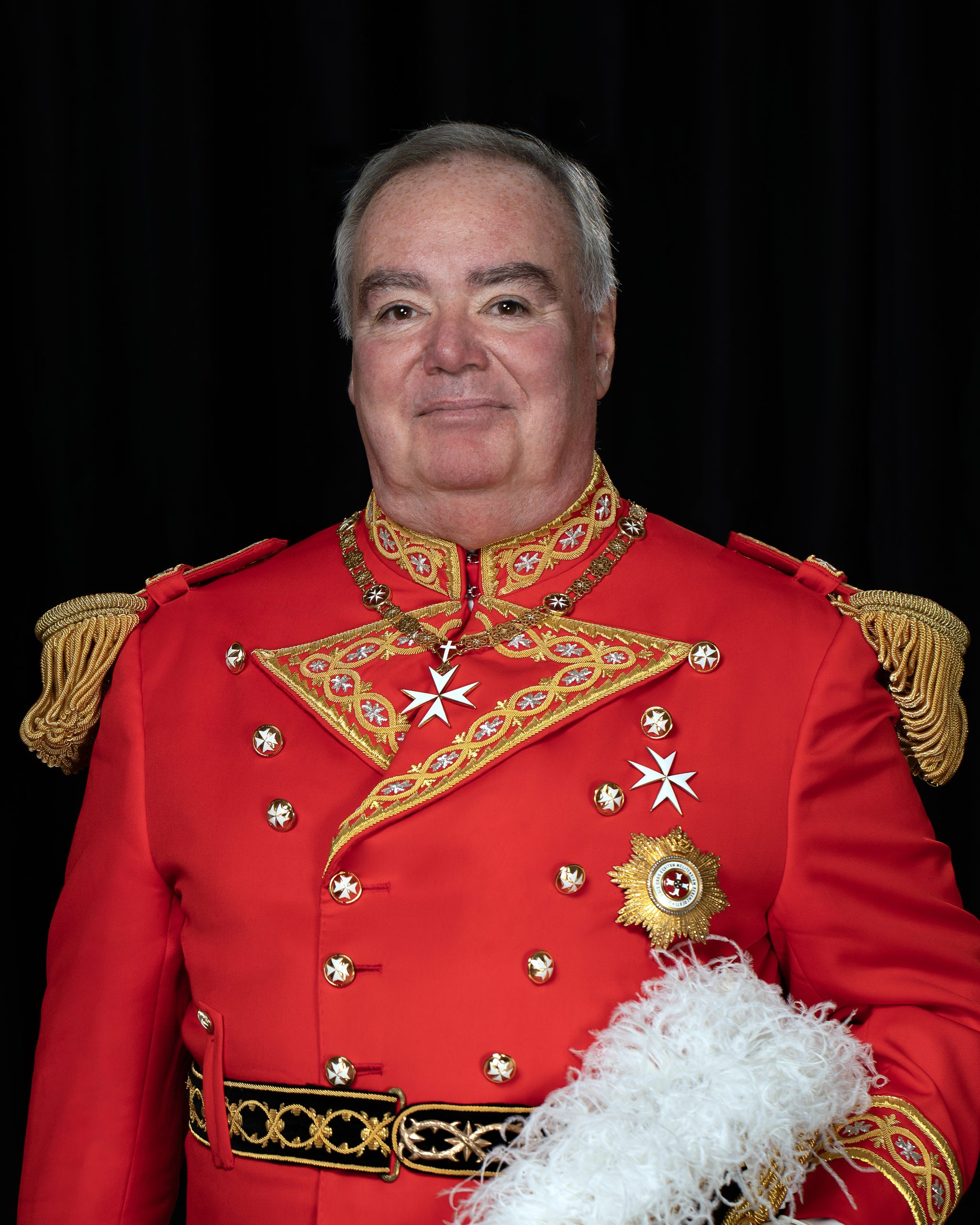
John Dunlap

Fra’ John Timothy Dunlap (* 16. April 1957 in Ottawa) ist ein kanadischer Rechtsanwalt und Professritter des Souveränen Malteserordens sowie seit 2023 der 81. Großmeister des Malteserordens.

## Leben
John T. Dunlap studierte an der Universität Nizza, der Universität Ottawa und der University of Western Ontario, wo er ein Doktoratsstudium zum Doktor der Rechte absolvierte. Dunlap ist seit 1986 als Rechtsanwalt tätig und seit 1993 als Partner von Dunnington Bartholow & Miller LLP. in New York City in den Fachgebieten Einwanderungs- und Staatsangehörigkeitsrecht sowie gemeinnützige religiöse und wohltätige Einrichtungen und Organisationen engagiert. Er ist Mitglied und Berater des Verwaltungsrats zahlreicher gemeinnütziger Organisationen. Er war langjähriger Präsident des Canadian Club of New York, Vizepräsident der Royal Conservatory of Music Foundation (Toronto), Treuhänder der John Cabot University (Rom) und Präsident der Friends of the Certosa di Capri (Italien). Zudem ist er Schiedsrichter für das Internationale Handelsgericht in Paris. Dunlap hat Anwaltszulassungen im US-Bundesstaat New York und als Barrister und Solicitor bei der Law Society of Ontario. Darüber hinaus ist er unter anderem als Rechtsberater der Ständigen Beobachtermission des Heiligen Stuhls bei den Vereinten Nationen tätig.
1996 erfolgte die Aufnahme in den Malteserorden. 2004 legte er die zeitlichen Gelübde als Professritter ab. Seit 2006 ist er erster Regent (Ordensoberer) des Subpriorats Unserer Lieben Frau von Lourdes mit Sitz in New York. Am 7. Juni 2008 legte er als erstes amerikanisches Mitglied des Malteserordens seine feierlichen Gelübde ab. Dunlap wurde 2009 Mitglied des Souveränen Rates des Malteserordens mit einer Amtszeit von fünf Jahren; in den Jahren 2014 und 2019 erfolgte jeweils eine Wiederwahl.
Am 13. Juni 2022 erfolgte durch Papst Franziskus die Ernennung zum Statthalter des Großmeisters des Souveränen Malteserordens und damit zum neuen interimistischen Ordensoberhaupt. Fra‘ John T. Dunlap wurde am 14. Juni 2022 in Santa Maria del Priorato, der Prioratskirche des Souveränen Malteserordens, am Sitz des Großmeisters der Malteser auf dem Aventin im Beisein von Silvano Kardinal Tomasi, dem päpstlichen Sonderbeauftragten für den Souveränen Malteserorden, und dem Souveränen Rat des Malteserordens im Anschluss an die feierliche Beisetzung von Fra‘ Marco Luzzago vereidigt.
Der Große Staatsrat des Malteserordens wählte ihn am 4. Mai 2023 zum 81. Großmeister des Malteserordens. Die Amtszeit beträgt laut der erneuerten Ordensverfassung zehn Jahre. Die Wahl von John T. Dunlap wurde durch die im Jahr 2022 vom Papst Franziskus angeordneten Verfassungsänderungen des Ordens ermöglicht, welche die traditionelle Anforderung, dass der Großmeister einen adligen Stammbaum nachweisen muss, aufgehoben haben.

## Ehrungen
- Ehrendoktorwürde der John Cabot University in Rom (2018)
- Collane des Konstantinordens (Neapolitanische Obödienz, 2022)[8]
- Annunziaten-Orden (2023)[9]
- Ritter des Ordens vom Goldenen Vlies (Österreichischer Ordenszweig, 2024)
- King Charles III Coronation Medal, 2025